# 馬氏結耙非鯽
馬氏結耙非鯽，為輻鰭魚綱鱸形目隆頭魚亞目慈鯛科的其中一種，分布於非洲加彭及剛果共和國的淡水流域，體長可達9.3公分，棲息在底中層水域，生活習性不明。

## 擴展閱讀
維基物種上的相關：馬氏結耙非鯽